# Feuerschiff Kricks
Koordinaten: 53° 49′ 30″ N, 14° 29′ 40″ O
Das Feuerschiff Kricks (auch: Kriks) markierte das östliche Ende der Untiefe Krickser Haken (auch: Krixer Haken) am Fahrwasser oberhalb der Swine im Stettiner Haff. Es gehörte zu einer Gruppe von Feuerschiffen, die in der zweiten Hälfte des 19. Jahrhunderts und zum Teil bis ins 20. Jahrhundert hinein für die Schifffahrt zwischen Swine, Peene und Oder Ansteuerungspunkte im Haff bezeichneten.

## Lage
Die Station Kricks lag drei Meilen oberhalb der Lebbiner Berge  vor einer Untiefe südlich der Swinezufahrt auf fünf Metern Wassertiefe und markierte für die Schifffahrt aus dem Haff die Ansteuerung des Swinefahrwassers. Es war östlich zu passieren. Nach der Untiefe hieß die Station Kricks.

## Geschichte
Die Swine war neben der Peene eine der beiden für Schiffe befahrbaren Verbindungen von der Ostsee zur Oder, und damit zum Hafen von Stettin, das sich zu einem bedeutenden Umschlagsplatz und Werftstandort entwickelte. Im Gegensatz zur Peene, die unter schwedischer Hoheit stand und deren Befahrung mit entsprechenden Abgaben einherging, war die Befahrung der Swine nicht mit solchen Aufwendungen verbunden. Es ergab sich jedoch mit zunehmendem Schiffsverkehr die Notwendigkeit, die Fahrwasser besser als zuvor zu bezeichnen. Infolgedessen wurden an mehreren Stellen im Haff Leuchtschiffe ausgelegt. Eines davon war das Feuerschiff Kricks.
Von den Feuerschiffen im Stettiner Haff lag das der Station Kriks am kürzesten auf seiner Position, von 1858 bis 1880. Es handelte sich um ein kleineres Fahrzeug mit einem Mast, rot gestrichen, mit dem Stationsnamen in weißen Lettern auf dem Rumpf und einem roten Ball als Tageszeichen im Masttop. Das Feuer bestand aus zwei rundum leuchtenden Laternen übereinander, von denen die obere in 30 Fuß Höhe vier Seemeilen, das untere zwei Seemeilen weit zu sehen sein sollte. Das Schiff lag spätestens ab April 1859 auf Station. Im Jahr 1878 wird das Feuer beschrieben als zwei Rundumleuchten untereinander in 9,4 Metern und 7,5 Metern Höhe. Die Laternen hatten Fresnel-Linsen und wurden mit Rübenöl betrieben, eine zusätzliche Signallaterne verbrannte Stearin. Für die Bedienung standen drei Mann zur Verfügung, Schiffsführer, Matrose und Junge.
1880 nach Fertigstellung der Kaiserfahrt bestand an dieser Stelle kein Bedarf mehr für ein Feuerschiff, daher wurde diese Station aufgegeben. Das Feuerschiff selbst verlegte auf die neue Position Feuerschiff Kaiserfahrt, welche die südliche Ansteuerung der Kaiserfahrt markierte. Es wurde 1891 durch einen Neubau abgelöst.

## Belege
1. 1 2  Die Schiffahrtszeichen an der deutschen Küste, 1878; Krickser Haken (No. 31)
2. ↑  Antoni F. Komorowski, Iwona Pietkiewicz: Die Schifffahrtspolitik und die Markierung des Schifffahrtsweges Stettin-Swinemünde in den Jahren 1820-1945. Studia Maritima, vol. XXIV, 2011, abgerufen am 4. Februar 2021 (ISSN 0137-3587).
3. ↑  Die Leuchtthürme, Leuchtbaaken und Feuerschiffe der ganzen Erde, Stettin 1859 (Nachtrag)
4. ↑  baken-net.de. Abgerufen am 8. Februar 2021.